# تیلور لیک ویلیج (تگزاس)
تیلور لیک ویلیج، تگزاس (به انگلیسی: Taylor Lake Village, Texas) یک شهر در ایالات متحده آمریکا با جمعیت ۳٬۵۴۴ نفر است که در تگزاس واقع شده‌است.